# Hendrik Enno van Gelder (1876-1960)
Dr. Hendrik Enno van Gelder (Amsterdam, 16 februari 1876 - 's-Gravenhage, 24 juni 1960) was een Nederlands archivaris en museumdirecteur.

## Familie
Van Gelder was een lid van de familie Van Gelder. Hij was een zoon van Jan Gerrit van Gelder (1850-1917), lid der firma H. E. van Gelder tot 1899, stoomhoutzagers en houthandelaren, en Jeannette Agnes Beets (1852-1928), dochter van de schrijver en theoloog  Nicolaas Beets (1814-1903). Hij trouwde in 1902 met Johanna Helena Scalongne (1876-1964), uit welk huwelijk vier zonen werden geboren, onder wie de kunsthistoricus Jan Gerrit van Gelder (1903-1980) en de kunstenaar Dirk van Gelder (1907-1990).

## Leven en werk
Van Gelder studeerde rechten en staatswetenschappen aan de Universiteit van Amsterdam. Hij promoveerde in 1899 op stellingen. Eind 1899 werd hoofdredacteur van het weekblad De Week van Uitgevers-Maatschappij Elsevier, dat het maar een half jaar volhield. Daarna aanvaardde hij een aanstelling als adjunct-archivaris in Alkmaar. In 1906 werd hij archivaris van 's-Gravenhage. In 1912 werd hij naast die laatste functie ook verantwoordelijk voor het Haags Gemeentemuseum.
In 1918 werd de Gemeentelijke Dienst voor Kunsten en Wetenschappen opgericht; hieronder vielen de museumcollecties, de monumenten en tot 1923 ook het gemeentearchief. Hij werd van deze dienst de eerste directeur en bleef dat tot aan zijn pensionering in 1941. Onder zijn verantwoordelijkheid werd het gebouw van het gemeentemuseum van de architect Hendrik Petrus Berlage gebouwd dat in 1935 werd geopend. Daar vonden ook de door zijn toedoen zeer uitgebreide collecties hun plaats, waaronder ook de collectie-Scheurleer, de muziekinstrumentenverzameling van de Haagse bankier Daniël François Scheurleer (1855-1927) (die ook de bankier van de schrijver Louis Couperus was). Als museumdirecteur deed hij er veel aan om de collectie ook onder de aandacht van een breder publiek te brengen, waaronder leerlingen van lagere scholen. Hij benaderde daartoe de hoofden van die scholen. In 1950 werd hij voorzitter van de Commissie ter bevordering van het museumbezoek, die de minister van Onderwijs, Kunsten en Wetenschappen voorstellen deed musea in te schakelen bij de culturele vorming van de jeugd.
Hij had verschillende nevenfuncties. Zo was hij onder andere secretaris van de Nederlandse Oudheidkundige Bond, medeoprichter van het Nederlandsch Economisch-Historisch Archief en redacteur van Oud Holland. Na de oorlog werd Van Gelder benoemd tot voorzitter van de Zuid-Hollandse Provinciale Commissie voor oorlogs- of vredesgedenktekens, die de minister van Onderwijs, Kunsten en Wetenschappen adviseerde over de plaatsing van oorlogsmonumenten.
In 1945 werd hij benoemd tot commandeur in de Orde van Oranje-Nassau. In 1956 ontving hij de gouden erepenning en het ereburgerschap van de gemeente Den Haag. In 1957 verleende de Universiteit van Amsterdam hem een eredoctoraat.